# Esteban de Grandmont

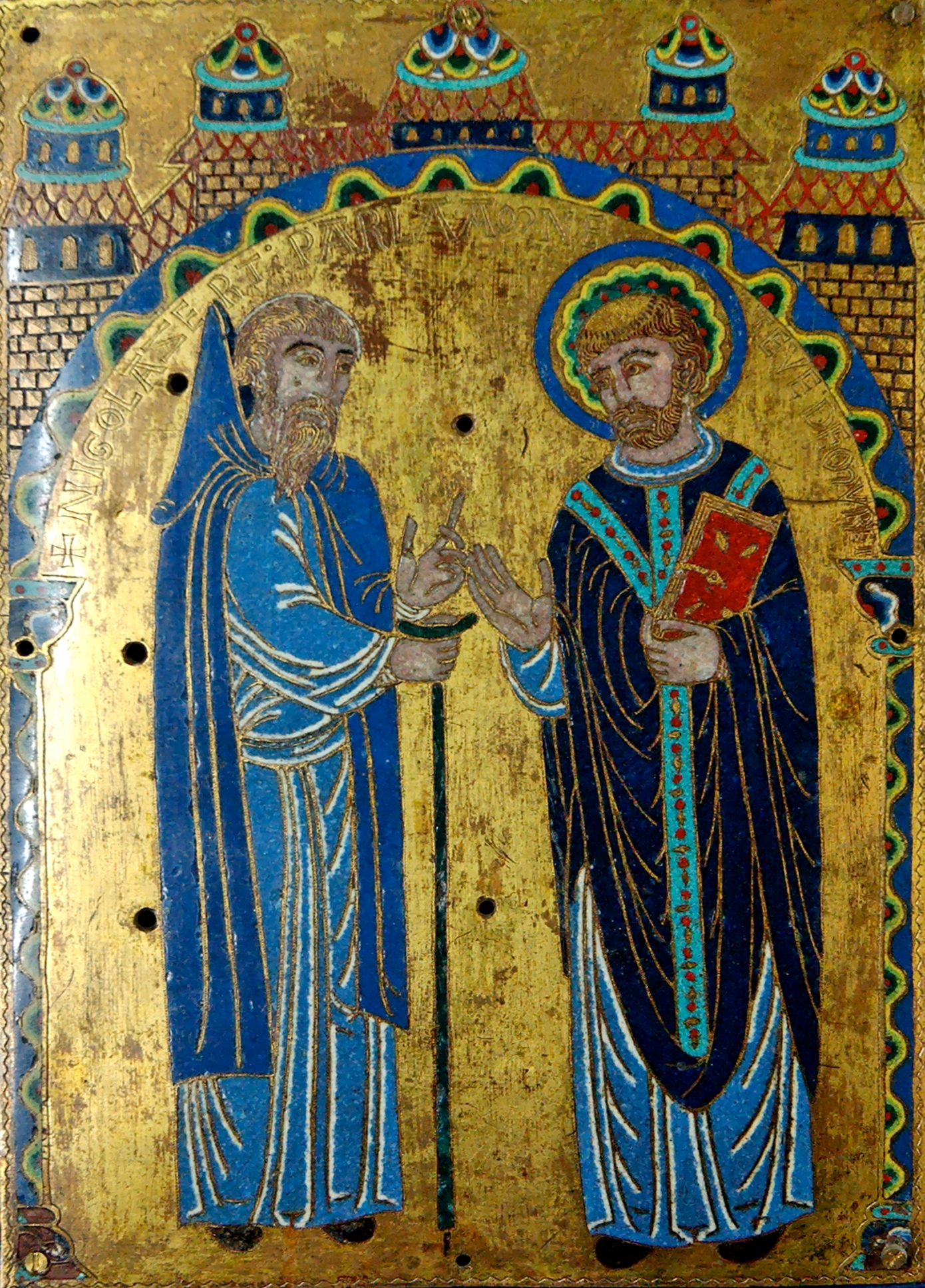
Esteban de Muret y Hugo de Lacerta. Abadía de Grandmont

San Esteban de Muret (Étienne de Muret 1048-8 de febrero de 1124), fundador de la orden de Grandmont.
Desde muy joven, Esteban se consagró a Dios retirándose a la soledad de Muret, cerca de Grandmont. En poco tiempo, reunió a algunos discípulos junto con los que formó la citada orden. 
Su cabeza se conserva en la iglesia parroquial de San Silvestre, Cantón de Laurière (en el departamento de Alto Vienne).
Clemente III lo elevó a los altares. Su fiesta se delebra el 8 de febrero.